# اسخایک
اسخایک (به هلندی: Schaijk) یک منطقهٔ مسکونی در هلند است که در لاندرد واقع شده‌است. اسخایک ۶٬۸۴۰ نفر جمعیت دارد.